# Barkaid
Barkaid fou una antiga vila d'època abbàssida en la ruta entre Nisibin i Mossul a la Djazira a uns 80 km de Nisibin i 130 de Mossul.
Era una de les estacions junt amb Adhrama i Balad. Podria correspondre a la moderna vila de Tell Rumaylan en territori de Síria. la seva màxima importància fou al segle ix i estava dotada de muralles amb tres portes, gaudint d'un actiu comerç; era llavors capital del districte de Baka (la major part del territori entre Nisibin i Mossul). Va existir fins al segle xiii quan les caravanes hi van deixar de passar a causa dels freqüents robatoris; la seva decadència va suposar l'ascens de la vila de Bashazza.